# Gyártó metódus programtervezési minta
A gyártó metódus a szoftverfejlesztésben használatos létrehozási programtervezési minta.
Ezzel a programtervezési mintával kiváltható a kódban elhelyezett számos ugyanolyan példányosító utasítás. A gyártófüggvények neve magyar nyelvű kódban gyakran a „Készít”, angol nyelvű kódban a „Create”, „Make” vagy „Do” szóval kezdődik. A gyártófüggvény a nevében megadott osztály egy példányát adja vissza, például a „készítKocka” egy kockát, a „készítHáromszög” egy háromszöget. Ez azért előnyösebb, mint – C# nyelven – a new Kocka() vagy a new Háromszög() konstruktor hívás, mert így a létrehozás algoritmusát egységbe tudjuk zárni. Továbbá emelhetjük a termék absztrakciós szintjét, vagy elrejthetünk olyan információkat a kliens elől, amelyekre csak az objektum létrehozása miatt lenne szüksége. Így, ha a gyártás folyamata változik, csak egy helyen szükséges módosítani a kódot. Maga a gyártás folyamata ritkán változik, a tárgya annál gyakrabban, ezért ezt az OCP elvnek megfelelően a gyermek osztály dönti el.
Tehát az ősosztályban elhelyezett gyártómetódus írja le a gyártás algoritmusát, a gyermek osztály pedig eldönti, hogy mit kell gyártani. Ennek érdekében az algoritmus háromféle lépést tartalmazhat:
1. A gyártás közös lépései: Az ősosztályban elhelyezett konkrét metódusok, általában nem virtuálisak, illetve Java nyelven final metódusok.
2. A gyártás kötelező változó lépései. Ezek az ősosztályban elhelyezett absztrakt metódusok, amiket a gyermek felülír, amikor eldönti, mit kell gyártani. A gyermek osztályok itt hívják meg a termék konstruktorát.
3. A gyártás opcionális lépései: Hook metódusok az ősosztályban, tehát a metódus csak egy üres törzzsel rendelkezik. Ezeket az OCP elv megszegése nélkül felül lehet írni az opcionális lépések kifejtéséhez.

A gyártó metódusra szemlélete példa a Microsoft Office alkalmazásaiban található Új menüpont, amely minden alkalmazásban létrehoz egy új dokumentumot és megnyitja. A megnyitás egyforma, de a létrehozás különböző. A szövegszerkesztő egy üres szöveges dokumentumot, a táblázatkezelő program esetén egy üres munkafüzetet hoz létre.
Az absztrakt ősosztály és a gyermek osztályai IOC (inversion of control, kontroll megfordítása) viszonyban állnak, nem a gyermek hívja az ősosztály metódusait, hanem fordítva. Ez úgy érhető el, hogy a gyártófüggvény absztrakt, illetve virtuális metódusokat hív. Ha a gyermek osztály példányán keresztül hívjuk meg a gyártófüggvényt, akkor a késői kötés miatt ezen metódusok helyett az őket felülíró gyermekbéli metódusok fognak lefutni.

## Példa
A példa egy labirintusjáték, ami tartalmaz normál és elvarázsolt szobákat. A program létre tud hozni normál és elvarázsolt labirintusokat is. A játék szerkezete:
A Room a termékek (MagicRoom, OrdinaryRoom) közös általánosítása. A MazeGame egy absztrakt gyártó metódust tartalmaz, ami ilyen terméket gyárt. A MagicRoom és az OrdinaryRoom implementálják a megfelelő termékeket, míg a MagicMazeGame és az OrdinaryMazeGame a MazeGame gyerekeiként az ott deklarált gyártó metódust valósítják meg. Ezzel átveszik a hívót a konkrét osztályok implementációjából. Ezzel feleslegessé válik a new operátor, lehetővé válik a nyílt/zárt elv alkalmazása, és a végtermék rugalmasabban viselkedik a futásidejű változásokkal szemben.

## Példakódok

### Java
Az alábbi Java kódok a fenti labirintus (MazeGame) részleteit mutatják be. A normál szobákból csak a szomszéd szobákba lehet átmenni, míg az elvarázsolt szobákból véletlenszerűen lehet teleportálni. A MazeGame ezek közös általánosítását, a Room-okat használja, de a pontos megvalósítást utódaira hagyja.
```
public
 
abstract
 
class
 
MazeGame
 
{

    
private
 
final
 
List
<
Room
>
 
rooms
 
=
 
new
 
ArrayList
<>
();

    
public
 
MazeGame
()
 
{

        
Room
 
room1
 
=
 
makeRoom
();

        
Room
 
room2
 
=
 
makeRoom
();

        
room1
.
connect
(
room2
);

        
rooms
.
add
(
room1
);

        
rooms
.
add
(
room2
);

    
}

    
abstract
 
protected
 
Room
 
makeRoom
();

}

```

A fenti kódszakaszban a MazeGame konstruktora sablonfüggvényként van megvalósítva, és közös logikát foglal magába. Hivatkozik a makeRoom gyártó metódusra, ami magába foglalja a szobák létrehozását, így más szobák használhatók alosztályban. Egy másik játék metódushoz elég felülírni a makeRoom metódust:
```
public
 
class
 
MagicMazeGame
 
extends
 
MazeGame
 
{

    
@Override

    
protected
 
Room
 
makeRoom
()
 
{

        
return
 
new
 
MagicRoom
();

    
}

}

public
 
class
 
OrdinaryMazeGame
 
extends
 
MazeGame
 
{

    
@Override

    
protected
 
Room
 
makeRoom
()
 
{

        
return
 
new
 
OrdinaryRoom
();

    
}

}

MazeGame
 
ordinaryGame
 
=
 
new
 
OrdinaryMazeGame
();

MazeGame
 
magicGame
 
=
 
new
 
MagicMazeGame
();

```

### PHP
Az alábbi PHP példa azt mutatja, hogy a termékek a leszármazás helyett meg is valósíthatnak egy interfészt, a gyártó metódus pedig publikus lehet, és a kliens közvetlenül is hívhatja:
```
/* Factory and car interfaces */

interface
 
CarFactory

{

    
public
 
function
 
makeCar
();

}

interface
 
Car

{

    
public
 
function
 
getType
();

}

/* Concrete implementations of the factory and car */

class
 
SedanFactory
 
implements
 
CarFactory

{

    
public
 
function
 
makeCar
()

    
{

        
return
 
new
 
Sedan
();

    
}

}

class
 
Sedan
 
implements
 
Car

{

    
public
 
function
 
getType
()

    
{

        
return
 
'Sedan'
;

    
}

}

/* Client */

$factory
 
=
 
new
 
SedanFactory
();

$car
 
=
 
$factory
->
makeCar
();

print
 
$car
->
getType
();

```

### C#
```
using
 
System
;

namespace
 
Factory_Method
 
{

	
abstract
 
class
 
MinositesGyar
 
{

		
public
 
Minosites
 
createMinosites
()
 
{

			
// itt a gyártás előtt lehet ezt-azt csinálni, pl. logolni

			
return
 
Minosit
();

		
}

		
public
 
abstract
 
Minosites
 
Minosit
();

	
}

	
class
 
KonkretMinositesGyar1
:
 
MinositesGyar
 
{

		
public
 
override
 
Minosites
 
Minosit
()
 
{

			
return
 
new
 
A_Minosites
();

		
}

	
}

	
class
 
KonkretMinositesGyar2
:
 
MinositesGyar
 
{

		
public
 
override
 
Minosites
 
Minosit
()
 
{

			
return
 
new
 
B_Minosites
();

		
}

	
}

	
interface
 
Minosites
 
{

		
void
 
Minosit
();

	
}

	
class
 
A_Minosites
:
 
Minosites
 
{

		
public
 
void
 
Minosit
()
 
{

			
Console
.
WriteLine
(
"A-minősítésben részesül!"
);

		
}

	
}

	
class
 
B_Minosites
:
 
Minosites
 
{

		
public
 
void
 
Minosit
()
 
{

			
Console
.
WriteLine
(
"B-minősítésben részesül!"
);

		
}

	
}

	
class
 
Program
 
{

		
static
 
void
 
Main
(
string
[]
 
args
)
 
{

			
MinositesGyar
[]
 
minosito
 
=
 
new
 
MinositesGyar
[
2
];

			
minosito
[
0
]
 
=
 
new
 
KonkretMinositesGyar1
();

			
minosito
[
1
]
 
=
 
new
 
KonkretMinositesGyar2
();

			
foreach
(
MinositesGyar
 
m
 
in
 
minosito
)
 
{

				
Minosites
 
min
 
=
 
m
.
createMinosites
();

				
min
.
Minosit
();

			
}

			
Console
.
ReadLine
();

		
}

	
}

}

```

## Felhasználása
- Az ADO.NET IDbCommand.CreateParameter tartalmaz példát a gyártó metódusra a párhuzamos osztályhierarchiák összekapcsolására.
- A Qt QMainWindow::createPopupMenu Archiválva 2015. július 19-i dátummal a Wayback Machine-ben keretrendszer gyártó metódust definiál, amit az alkalmazás kód felülírhat.
- A Java nyelv több gyárt metódust is nyújt, például a javax.xml.parsers[halott link] csomagban, konkrétan például javax.xml.parsers.DocumentBuilderFactory és javax.xml.parsers.SAXParserFactory.

## Fordítás
Ez a szócikk részben vagy egészben  a   Factory method pattern című angol Wikipédia-szócikk fordításán alapul.  Az eredeti cikk szerkesztőit annak laptörténete sorolja fel. Ez a jelzés csupán a megfogalmazás eredetét és a szerzői jogokat jelzi, nem szolgál a cikkben szereplő információk forrásmegjelöléseként.